# 電気工事士免状
電気工事士免状は電気工事士の資格を受けていることを示す公文書である。

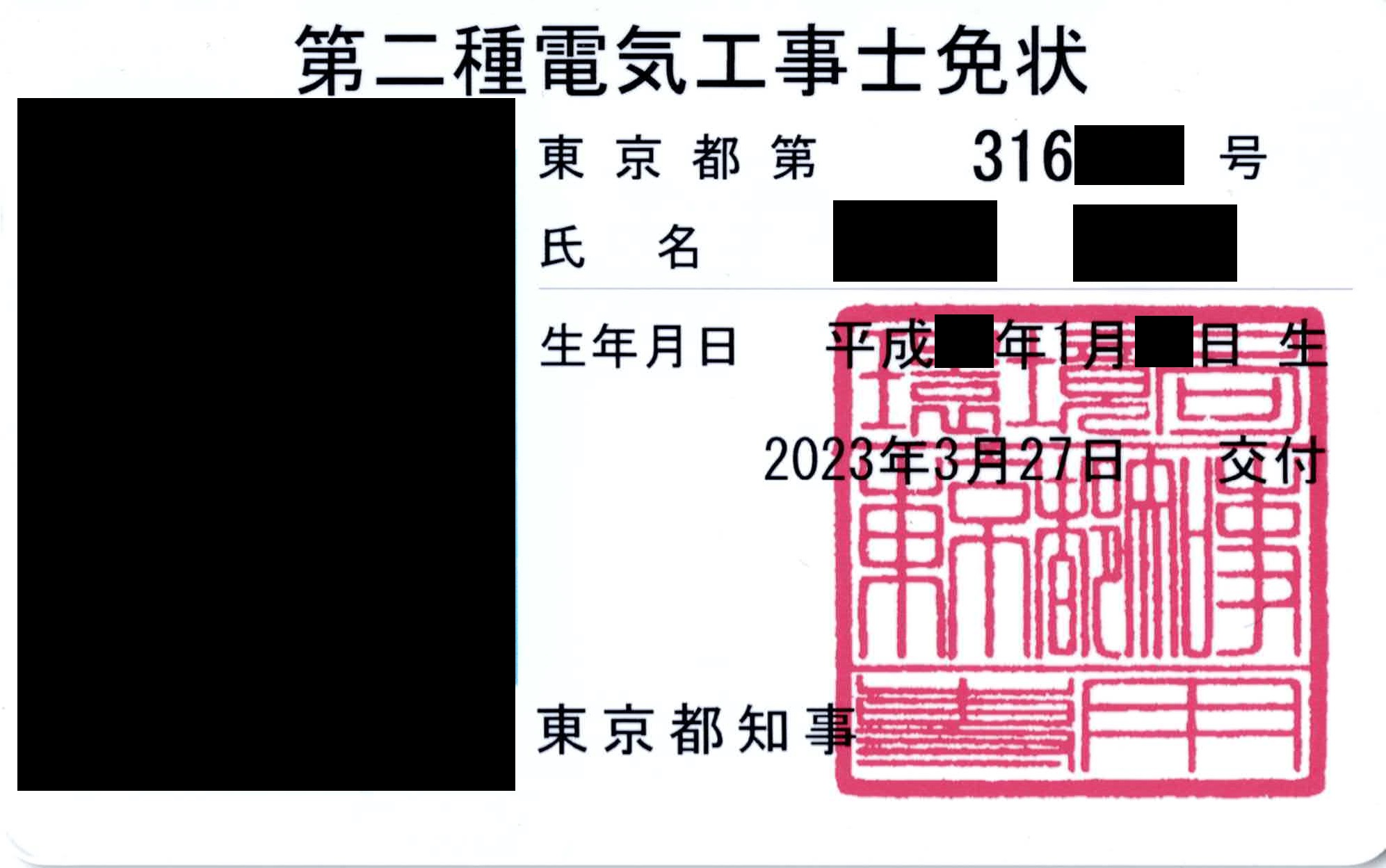
東京都知事が交付したプラスチックカード化後の免状

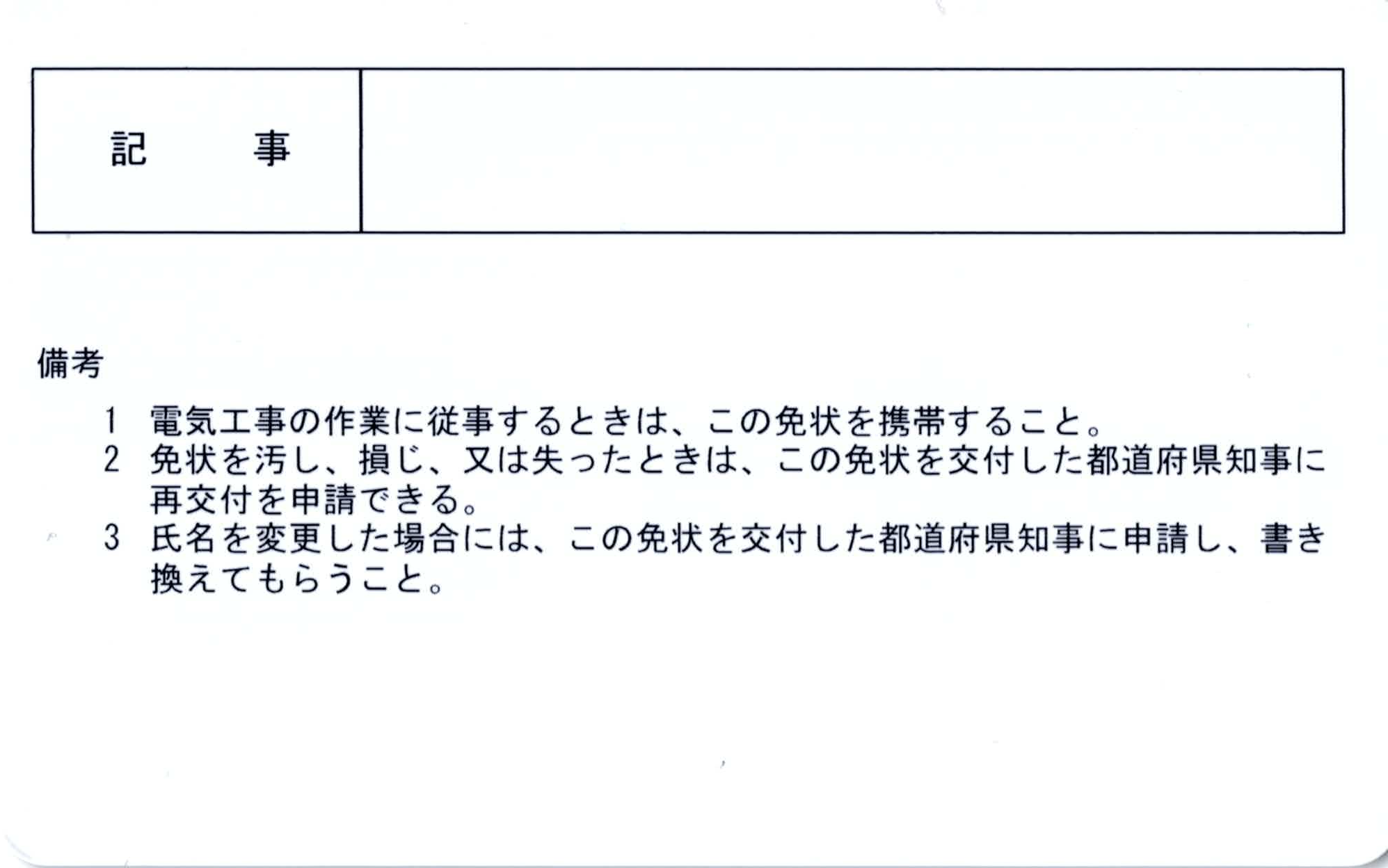

## 様式
電気工事士法施行規則第7条及び様式第3及び様式第3の2で定められている。都道府県の条例、規則その他の定めに別段の定めがあるときは、その限度において適用しない。ここでは、後述するプラスチック化後の様式を示す。
第一種、第二種ともに大きさは縦54mm×横85.6mmで運転免許証やクレジットカードと同じくらいのサイズであり白色のプラスチック板が用いられている。表面には免状の種類、免状の番号、氏名、生年月日、交付年月日、交付した都道府県知事名、顔写真(縦40mm×横30mm)が記載される。第一種電気工事士免状の裏面には講習受講記録欄、記事欄、備考が記載される。第二種電気工事士免状の裏面には記事欄、備考が記載される。
法令で定められた記載事項は次の3つである。
1. 免状の種類
2. 免状の交付番号及び交付年月日
3. 氏名及び生年月日

## 種類
第一種、第二種がある。

## 免状交付要件
- 第一種電気工事士免状
  - 第一種電気工事士試験に合格し、3年以上の実務経験があるもの[4][5]
  - 電気事業主任技術者となった後、電気工作物の工事、維持又は運用に関する実務に五年以上従事していたもの[4][5]
- 第二種電気工事士
  - 第二種電気工事士試験に合格した者[6]
  - 養成施設において課程を修了した者[6]
  - 旧電気工事技術者検定規則による検定に合格した者[6][7]
  - 職業訓練法（昭和33年法律第133号）による職業訓練指導員免許（職種が電工であるものに限る。）を受けている者のうち、同法第22条第3項第1号に該当する者又は同項第3号に該当する者で公共職業訓練又は認定職業訓練の実務に1年以上従事していたもの[6][7]
  - 旧電気工事人取締規則（昭和10年逓信省令第31号）による免許を受けた者であって、昭和25年1月1日以降屋内配線又は屋側配線の業務に10年以上従事していたもの[6][7]

## 交付
住民票のある都道府県の知事に収入証紙や現金書留などで手数料を申請書に添え申請する。交付要件を満たしかつ欠格事由に該当しないときは住民票のある都道府県の知事より交付される。交付手数料は以下の通りである。後述する再交付や書き換えの手数料も記載する。地方公共団体の手数料の標準に関する政令に基づき各都道府県の条例によって定めている。交付申請に必要な顔写真の数の制限が令和5年4月1日よりなくなる。
| 免状の種別 | 交付手数料 | 再交付  | 書き換え |
| ---------- | ---------- | ------- | -------- |
| 第一種     | 6,000円    | 2,700円 | 2,700円  |
| 第二種     | 5,300円    | 2,700円 | 2,700円  |

## 免状を受けたものの義務
- 第一種電気工事士免状の交付を受けた日から5年ごとに、自家用電気工作物の保安に関する講習を受けなければならない[9]。
- 電技省令に適合するように工事しなければならない[10]。
- 電気工事の作業に従事するときは、免状携帯していなければならない[11]。

## 有効期限
電気工事士免状には有効期限はない。

## 書き換え、返納、再交付

### 書き換え
電気工事士は、免状の記載事項に変更を生じたときは、当該免状にこれを証明する書類を添えて、当該免状を交付した都道府県知事にその書換えを申請しなければならない。

### 返納
都道府県知事は、電気工事士が電気工事士法又は電気用品安全法第28条第1項の規定に違反したときは、その電気工事士免状の返納を命ずることができる。
第一種電気工事士免状を受けているものは5年ごとの講習受講が義務付けられているが、業務に就いていない等で煩わしいと思う者のために自主返納の制度がある。

### 再交付
免状を汚損したり紛失した時は免状を交付した都道府県知事に再交付の申請をすることができる。免状を紛失し再交付を受け紛失した免状が見つかった場合は遅滞なく紛失した免状を免状の再交付を受けた都道府県知事に提出しなければならない。

## プラスチックカード化
プラスチックカード化以前は各都道府県が自由にデザインを決め交付していたが、業界からは、紙では強度不足で実用に耐えないとの指摘がなされたため認定電気工事従事者認定証、特殊電気工事資格者認定証とともに様式変更がされた。これに伴い住所欄は無くなった。プラスチックカード化以前の免状も効力を有する。

## 経過措置
電気工事士法及び電気工事業の業務の適正化に関する法律の一部を改正する法律（昭和62年法律第84号）第1条による改正前の電気工事士法の規定により交付された免状は第二種電気工事士免状としてみなされる。

## 身分証明書としての免状
パスポートの発給（旅券法施行規則別表第二）や戸籍謄本の請求（戸籍法施行規則別表第一）などの本人確認の際、1点で確認可能な身分証明書である。